# 派出所

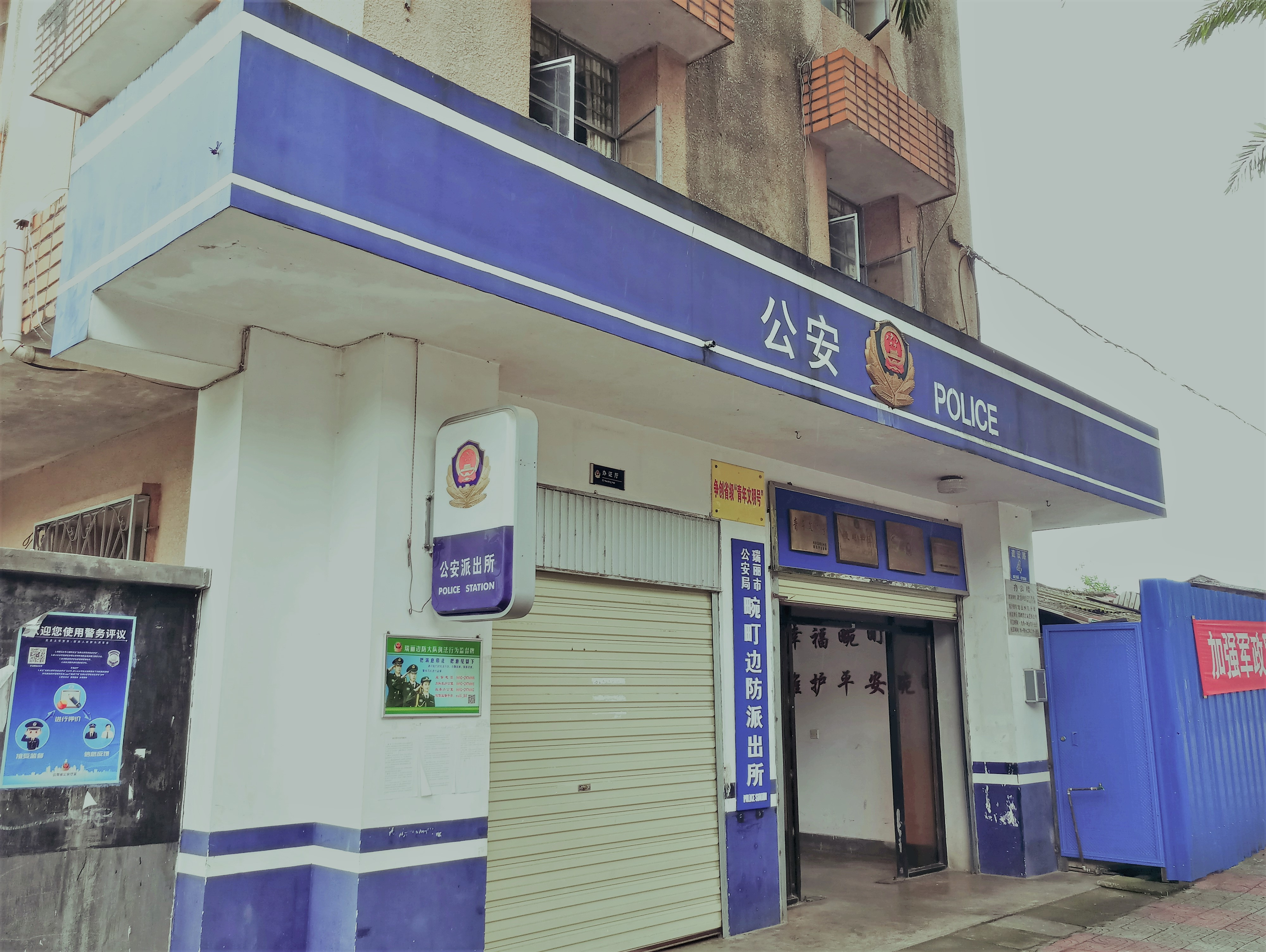
中國云南省畹町镇边防派出所

派出所（日语：交番）是最基層的警察機構，亦指其所在之建築物。派出所通常直屬於地方政府的警察总部，其轄區範圍通常很小，在都市裡可能是一條街或數條街；在鄉間可能是一個村落或數個村落。一個派出所通常只有個位數的警務人員，也沒有專門的拘留室、偵訊室等設施，有些以房間作為暫時拘留之用。
中國的派出所最早是由袁世凱於1914年12月公佈《設置派出所規程》在北京設立，在日本相當於派出所層級的警察機構稱為「交番」（日语：／ Kōban */?）。

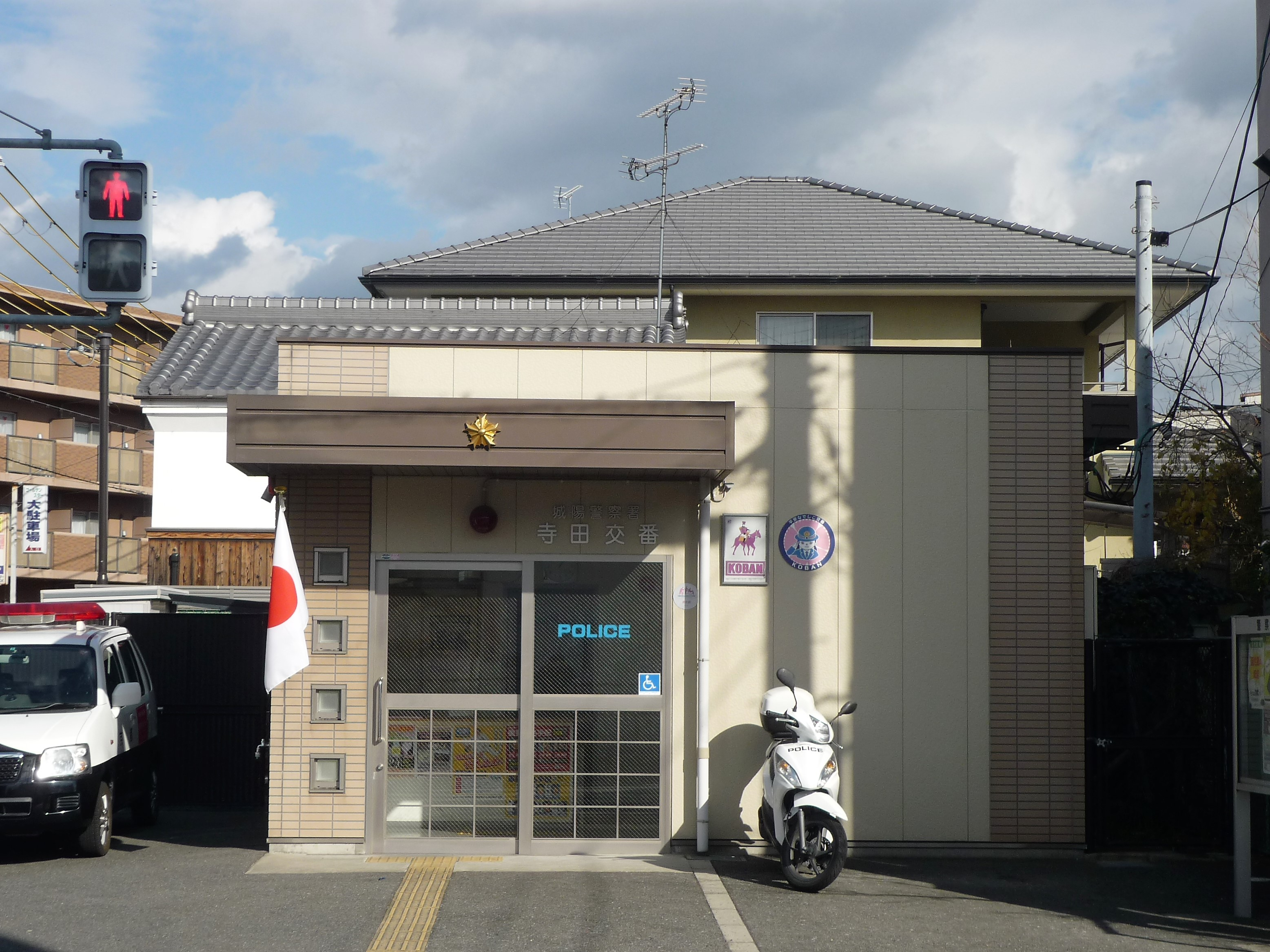
日本京都城陽警署的寺田派出所

## 日本
日本於1874年在東京設立「交番所」，1881年改稱「派出所」，並且在全國各地設置。1994年再由「派出所」改稱「交番」。
日本國內機場、外國駐日大使館、要員官邸等處所設置的警察設施，稱為「警備派出所」。
另外亦於偏遠或情況特殊之地區設有「駐在所」。

## 中華民國
在中華民國的警政體系中，警察分駐所及派出所是勤務執行的機構，負責警勤區之規劃、勤務執行及督導。

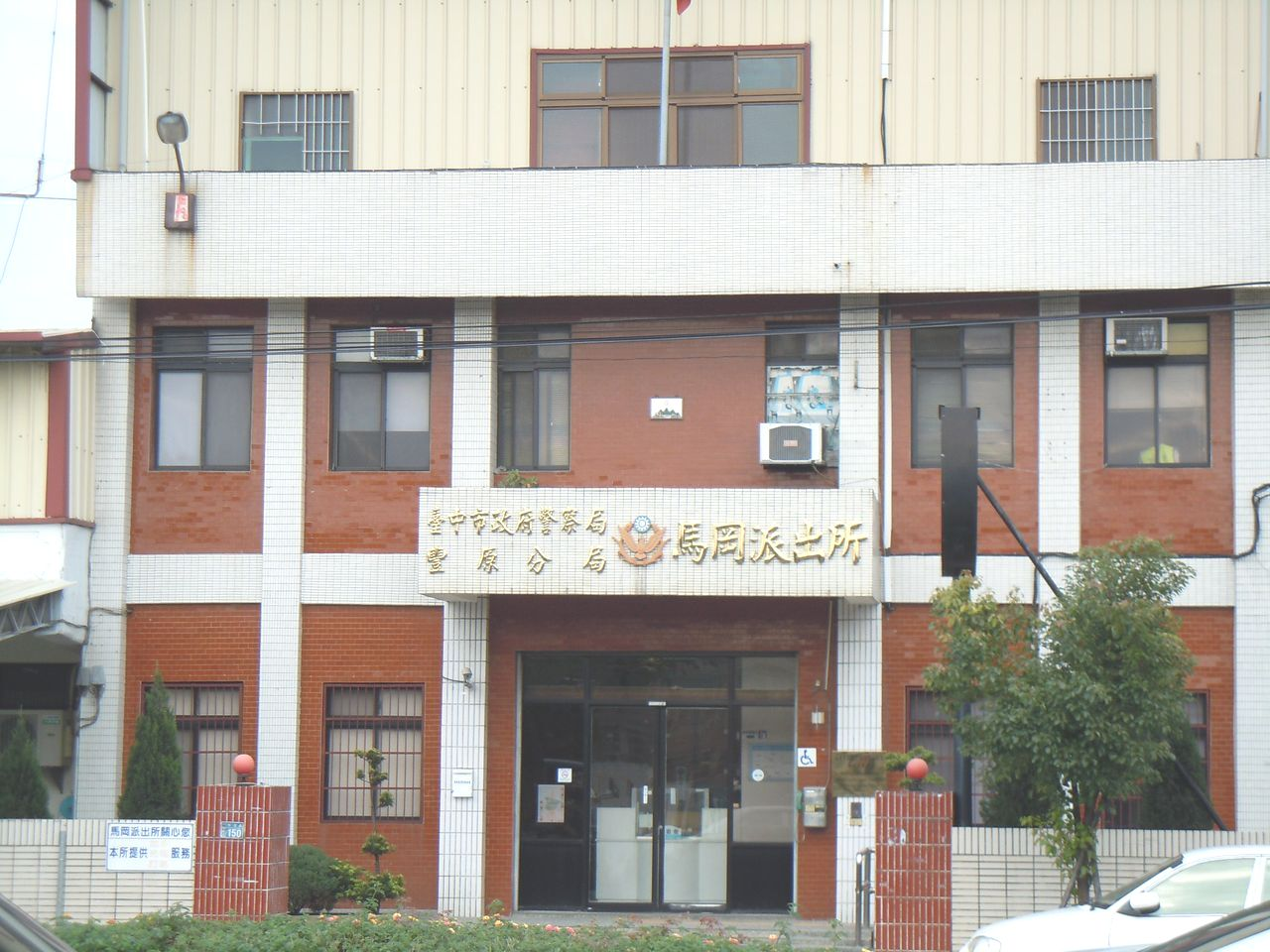
臺中市警察局馬岡派出所

一些偏遠或是特殊的警勤區，沒辦法與其他警勤區聯合實施共同勤務，就會特別設置駐在所，由駐在所的警員單獨執行勤務。
警察局依照人口、面積分佈情形及治安的需求，設置分局，並下設派出所。所長依照派出所規模派任巡佐所長（一線四星）至警務員（兩線二星）所長，若鄉、鎮、市、區與其他地區聯合設立而無任何分局，則設置分駐所作為該地的最高執行勤務單位，通常編制規模比派出所大一點，但兩者位階相同。

## 大韓民國
韓國於1924年開設派出所。（現在改稱爲地區隊）當時名稱為京城本政警察署直轄派出所。
韓國的外勤式派出所分類為以下三分所：
- 地區隊：派出所改稱爲地區隊，負責周邊治安。（管轄首都圈及地方都市）
- 派出所（支署）：管轄陸地內落，僻地及島嶼地區。大部分位於母地或母島。 代理擔當警察署的諸般業務。
- 出張所（分所、哨所）：外勤式警察所中最下部組織，管轄島嶼、偏僻陸地或山區，負責一般派出所的業務。

## 中华人民共和国
中華人民共和國縣、縣級市、市轄區或旗的公安局或其公安分局的派出機構称为“公安派出所”，其行政、業務歸口上級公安机关的領導。

### 公安派出所設置

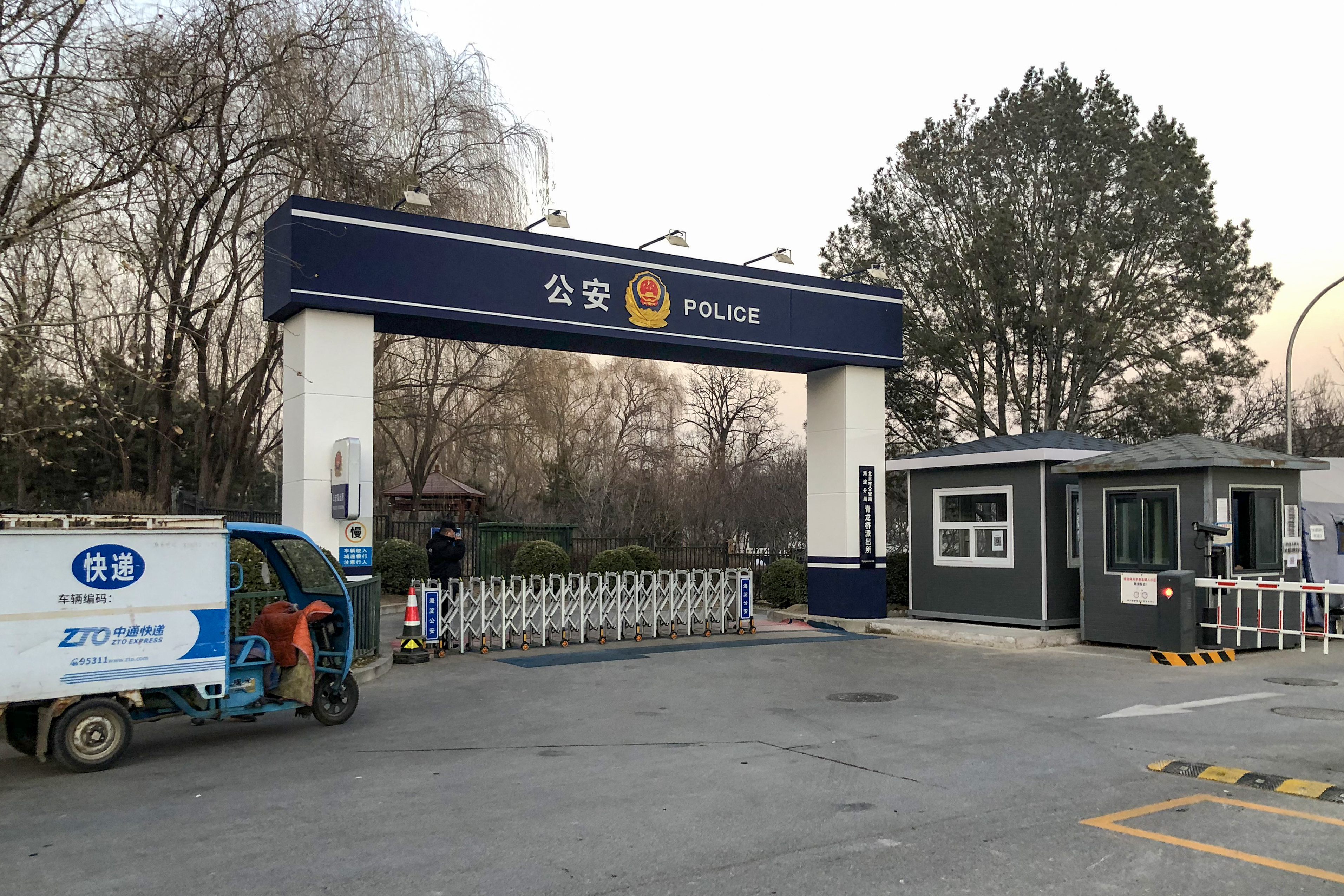
北京市公安局海淀分局青龙桥派出所

在1978年的改革開放以前，建制鎮、城市街道均設有公安派出所；農村地區在区公所驻地设公安派出所，而在人民公社派駐一名人民警察，称为「公安特派員」，具體負責轄區的治安。改革開放以後直至1985年，隨著人民公社的解體，公社全部改為鄉或鎮。之後全境出現以撤區並鄉為主的鄉級區劃調整後，實行鎮（街道）設派出所，鄉駐公安特派員制度，對於人口達到2萬以上的建制鄉設置派出所。
大中型農場和林場、風景區、交通樞紐（如機場、大型火車站等大型客運中心）設有治安「派出所」。隨著市場經濟的發展，商品交易趨向活躍，在全境各地形成了一大批大型商品交易市場，為配合進行治安管理，絕大多數大型交易市場均設有派出所。
1990年起，高等院校內設立治安派出所，與高校保衛處設在一起，其工作人员一般来自公安分局文化内保。
边境、海岸的乡、镇、街道通常設有边防派出所，为列入中国人民武装警察部队序列的公安边防部队，受县区公安边防大队垂直领导。但在辖区的乡镇街道具有普通派出所的全部业务与职权。
2014年後為適應特殊地區需求（如城中村），北京等地又開辦了直屬派出所。
2018年后随着公安边防部队转为人民警察编制，边防派出所逐渐被撤销或改编为边境派出所。

### 公安派出所職責
- 戶籍管理
- 治安案件處理
- 聯防聯控
- 刑事案件：2005年，公安部規定派出所受理轄區內五類刑事案件：
  - 民警現場抓獲的
  - 犯罪嫌疑人向派出所投案自首的
  - 群眾將犯罪嫌疑人扭送到派出所的
  - 派出所民警獲得線索可直接破案的
  - 其它案情簡單的
- 同時，派出所不辦理發生在轄區內的下述11種刑事案件：
  - 故意殺人案
  - 故意傷害致人重傷或死亡案
  - 強姦案
  - 搶劫案
  - 綁架案
  - 販賣毒品案
  - 縱火案
  - 爆炸案
  - 投放危險物質案
  - 入室盜竊、盜竊汽車以及有系列作案、團伙作案和跨地區作案可能和其他需要開展專門偵查的盜竊案件
  - 其他案情複雜、需要專業偵查手段偵辦的刑事案件
- 出入境证件受理：自2013年起，北京市开始在派出所试点出入境证件办理业务。2015年6月，公安部表示，公安部正研究推动向县级公安机关出入境管理部门下放护照审批权限，进一步提高证件审批效率，同时也效仿北京等地的做法，在派出所设立出入境证件受理点，方便群众可以就近申领出入境证件[3]。

## 英属香港
1974年，皇家香港警務處參考中華人民共和國公安机关的模式，設置派出所，以便與居民建立夥伴關係，同時加強巡邏和迅速採取行動。後來因應社會變遷，派出所制度於1984年6月取消，改為警察社區聯絡辦事處。於實行派出所模式的年代，各派出所由一名警署警長領導，由一名警長帶領4名警員組成一支小隊，人員分為3個更份當值。